# Ehrenzeichen des bayerischen Ministerpräsidenten

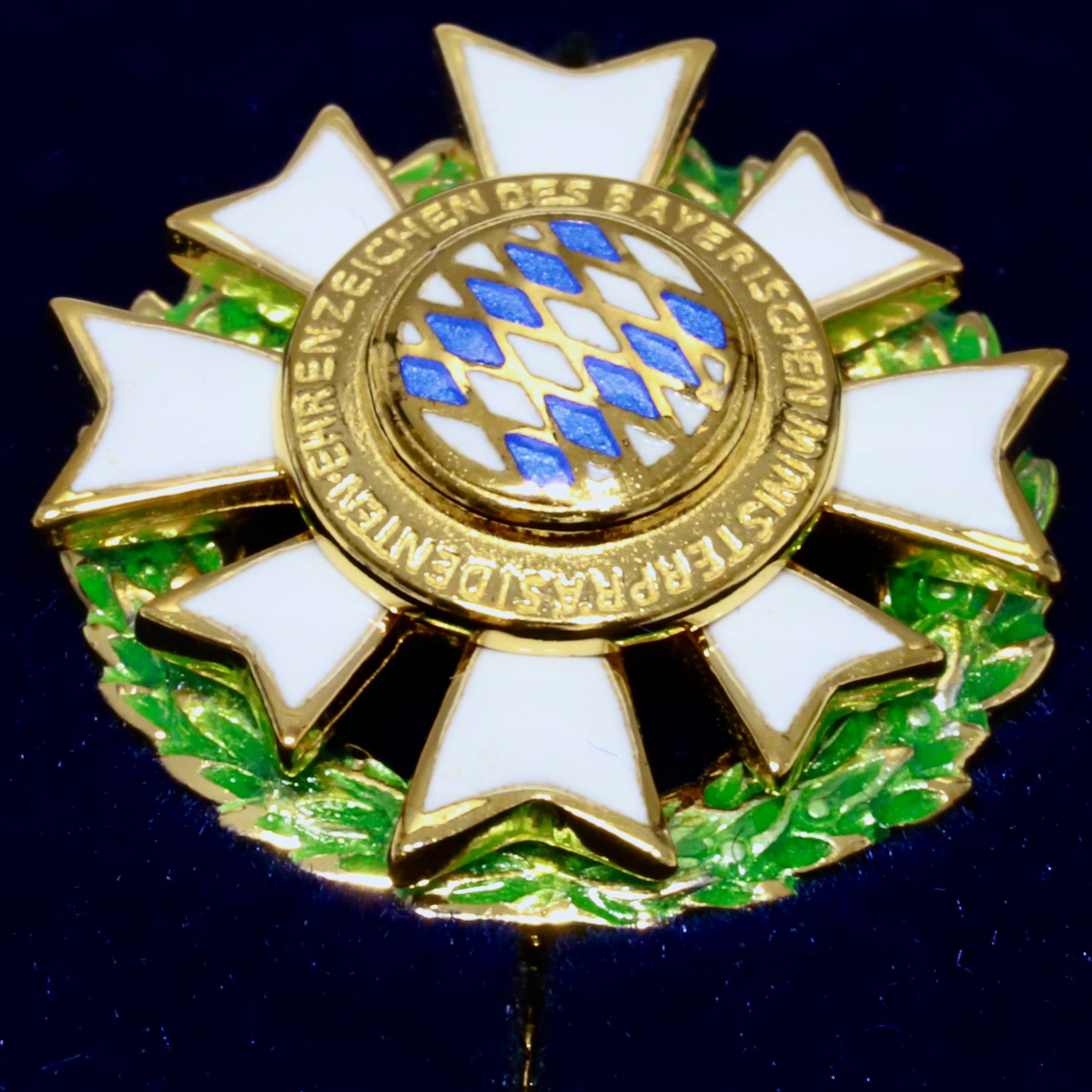
Das Ehrenzeichen des bayerischen Ministerpräsidenten für Verdienste im Ehrenamt

Das Ehrenzeichen des bayerischen Ministerpräsidenten (auch Ehrenzeichen für Verdienste im Ehrenamt oder Ehrenzeichen für Verdienste von im Ehrenamt tätigen Frauen und Männern) ist eine im Freistaat Bayern verliehene ehrende Anerkennung für langjährige hervorragende ehrenamtliche Tätigkeit, welche 1994 geschaffen wurde.

## Vergabekriterien
Das Ehrenzeichen können Personen erhalten, die durch aktive Tätigkeit in Vereinen, Organisationen und sonstigen Gemeinschaften mit kulturellen, sportlichen, sozialen oder anderen gemeinnützigen Zielen hervorragende Verdienste geleistet haben. Die Verdienste sollen vorrangig im örtlichen Bereich erbracht worden sein und in der Regel mindestens 15 Jahre umfassen.

## Aussehen und Beschaffenheit
Bei der Gestaltung des Ehrenzeichens wurden vom Verdienstorden der Bayerischen Krone das achtarmige, sechzehnspitzige, weiß emaillierte und mit einem Eichenkranz umgebenes Kreuz mit einem Medaillon im Zentrum übernommen.